# Stimmfach
Mit dem Begriff Stimmfach wird in der Praxis der Oper zwischen verschiedenen Arten und Charakteren der Stimmlagen unterschieden.

## Definition
Die Stimmfächer unterscheiden sich durch Merkmale der Stimmen wie Tonumfang, Klangfärbung und Volumen der Stimme und erlauben eine feinere Unterscheidung innerhalb der Stimmgattungen Sopran, Alt, Tenor und Bass.
Einige Fachbezeichnungen haben ihren Ursprung im historischen Fachsystem des Schauspieltheaters, z. B. bei den Zusätzen Held, dramatisch, Spiel, Charakter oder seriös. Schon zu Mozarts Zeiten zeigte sich in Johann Adam Hillers Beschreibungen von Stimmen, dass Sänger verschiedene Repertoires unterschiedlich gut bewältigen konnten.
Es gibt diverse Fachsysteme, die als Hilfsmittel zur Besetzung von Rollen zu verstehen sind, die durch die Stimmgattung zu grob unterteilt wären. Im deutschen Sprachraum ist das Fachsystem nach Rudolf Kloiber das verbreitetste, in den Vereinigten Staaten wird oft das darauf beruhende System von Richard Boldrey angewandt.
An deutschen Opernhäusern kann die Bezeichnung des Stimmfachs bei Festengagements Bestandteil des Vertrags sein, in Streitfällen kann ein Sänger so fachfremde Partien ablehnen, was vor dem Bühnenschiedsgericht auch einklagbar ist. Maßgeblich ist hierbei das Handbuch der Oper von Rudolf Kloiber und Wulf Konold, das von Robert Maschka um Fächer in der Operette erweitert wurde (siehe Literatur).

## Gebräuchliche Stimmfächer

### Sopran
- Dramatischer Sopran (g–c’’’)
  - Titelpartie in Strauss’ Elektra
  - Brünnhilde in Wagners Die Walküre
- Dramatischer Koloratursopran (c’–f’’’, selten auch tiefer)
  - Königin der Nacht in Mozarts Die Zauberflöte
  - Titelpartie in Verdis La traviata
- Charaktersopran (h–c’’’)
  - Mélisande in Debussys Pelléas et Mélisande
- Jugendlich-dramatischer Sopran (c’–c’’’) (auch: Spinto-Sopran)
  - Elsa in Wagners Lohengrin
  - Leonora in Verdis Il trovatore
  - Agathe in Webers Der Freischütz
- Lyrischer Sopran (c’–c’’’)
  - Marzelline in Beethovens Fidelio
  - Susanna in Mozarts Le nozze di Figaro
- Lyrischer Koloratursopran (c’–f’’’)
  - Norina in Donizettis Don Pasquale
  - Zerbinetta in Strauss’ Ariadne auf Naxos
- Soubrette (c’–c’’’)
  - Despina in Mozarts Così fan tutte
  - Gretchen in Lortzings Der Wildschütz
- Knabensopran
  - Erster und Zweiter Knabe in Mozarts Die Zauberflöte
  - Hirtenknabe in Wagners Tannhäuser und der Sängerkrieg auf Wartburg

### Mezzosopran und Alt
- Dramatischer Mezzosopran (g–b’’)
  - Eboli in Verdis Don Carlos
  - Brangäne in Wagners Tristan und Isolde
- Koloratur-Mezzosopran (g–b’’)
  - Rosina in Rossinis Il barbiere di Siviglia
- Lyrischer Mezzosopran (g–b’’)
  - Cherubino in Mozarts Le nozze di Figaro
  - Oktavian in Strauss’ Der Rosenkavalier
- Dramatischer Alt (g–b’’)
  - Ježibaba in Dvořáks Rusalka
- Koloraturalt
  - Angelina in Rossinis La Cenerentola
- Spielalt (g–b’’)
  - Irmentraut in Lortzings Der Waffenschmied
- Tiefer Alt (f–a’’)
  - Geneviève in Debussys Pelléas et Mélisande
  - Gaea in Strauss’ Daphne (tiefster Ton: es)
  - Annina in Strauss’ Der Rosenkavalier
  - Eine Kranke in Schönbergs Moses und Aron
- Countertenor (f–f’’) (Altus)
  - Oberon in Brittens A Midsummer Night’s Dream

### Tenor
- Heldentenor (c–c’’)
  - Tristan in Wagners Tristan und Isolde
  - Titelpartie in Verdis Otello
- Jugendlicher Heldentenor (c–c’’)
  - Radames in Verdis Aida
  - Max in Webers Der Freischütz
- Charaktertenor (A–b’)
  - Mime in Wagners Siegfried
- Lyrischer Tenor (c–d’’)
  - Don Ottavio in Mozarts Don Giovanni
  - Nemorino in Donizettis L’elisir d’amore
- Tenorbuffo oder Spieltenor (c–h’)
  - Pedrillo in Mozarts Die Entführung aus dem Serail
  - Beppo in Leoncavallos Pagliacci
- Haute-Contre
  - Hippolyte in Rameaus Hippolyte et Aricie

### Bariton
- Heldenbariton (G–g’)
  - Titelpartie in Wagners Der fliegende Holländer
  - Titelpartie in Verdis Rigoletto
  - Jochanaan in Strauss’ Salome

- Charakterbariton (A–as’)
  - Titelpartie in Bergs Wozzeck
  - Tonio (auch Prolog) in Leoncavallos Pagliacci

- Kavalierbariton (A–as’)
  - Titelpartie in Mozarts Don Giovanni (wird auch von basso cantante gesungen)
  - Titelpartie in Tschaikowskis Eugen Onegin

- Lyrischer Bariton (B–a’)
  - Titelpartie in Rossinis Il barbiere di Siviglia
  - Valentin in Gounods Faust

### Bass
- Seriöser Bass (E–f’)
  - Sarastro in Mozarts Die Zauberflöte
  - Zaccaria in Verdis Nabucco

- Charakterbass oder Bassbariton (F (Gis)–fis’ (gis’))
  - Titelpartie in Mozarts Le nozze di Figaro
  - Alberich in Wagners Götterdämmerung

- Bassbuffo oder Spielbass (F–fis’)
  - Baculus in Lortzings Der Wildschütz
  - Bartolo in Rossinis Il barbiere di Siviglia
  - Doktor in Bergs Wozzeck

## Klassische italienische Fachbezeichnungen
Die italienischen Fachbezeichnungen entsprechen den deutschen nicht genau, werden im deutschsprachigen Raum für italienische Opernliteratur jedoch durchaus benutzt. Da der Mezzosopran und der Bariton erst im 19. Jahrhundert entstanden sind (die Bezeichnung soprano ist in Italien bis Rossini durchaus auch für Mezzopartien üblich), beschränken sich die Unterscheidungen auf die klassischen Stimmlagen.
Heute unterscheidet man außerdem mezzosoprano grave, -centrale, -acuto (schwerer-, mittlerer- und hoher Mezzo) sowie baritono drammatico und baritono cantabile (etwa dramatischer und lyrischer Bariton).

### Soprano
- Soprano drammatico – entspricht dem Dramatischen Sopran
- Soprano lirico spinto – Lyrischer Sopran mit der Fähigkeit zu dramatischen Höhepunkten
- Soprano lirico – entspricht etwa dem Jugendlich-dramatischen und schwereren Lyrischen Sopran
- Soprano leggero – umfasst den leichten Lyrischen Sopran, den Lyrischen Koloratursopran und die Soubrette. Zuweilen gibt es auch die Bezeichnung soprano di coloratura oder soprano d’agilità (Koloratursopran).

### Alto
- Contralto assoluto
- Mezzocontralto

### Tenore
- Tenore di forza (spinto) – Heldentenor
- Tenore lirico spinto – Jugendlicher Heldentenor
- Tenore lirico – Schwerer Lyrischer- oder leichter Jugendlicher Heldentenor
- Tenore lirico leggero oder tenore di grazia – (eher leichter) Lyrischer Tenor
- Tenore leggero oder tenore buffo – Italienischer Spieltenor
- Tenore grave oder baritenore

### Basso
- Basso profondo – Seriöser Bass
- Basso cantante – Hoher Bass; in diesem Fach entstand der Bariton, singt auch manche Heldenbaritonpartien (z. B. Scarpia oder Bösewichte in Hoffmanns Erzählungen)
- Basso buffo – Spielbass

## Kontroverse
Eine Untersuchung der deutschen Theaterpraxis aus dem Jahr 2008 zeigte, dass der Umgang mit den Rollenbesetzungen heute anders ist als bei Kloibers Definition der Fächer in den 1940er-Jahren. So gibt es auf Betreiben der Arbeitgeber in vielen Arbeitsverträgen keine konkreten Fachbezeichnungen mehr, sondern lediglich die Angabe der jeweiligen Stimmgattung wie Sopran, Mezzosopran, Tenor, Bariton und Bass. Die Genossenschaft Deutscher Bühnen-Angehöriger rät Sängern weiterhin zu ihrem eigenen Schutz ihr Stimmfach vertraglich festzuhalten, mit Verweis auf die im Normalvertrag Bühne für Solisten festgehaltenen Tarifrechte.